# Lista najwyższych budynków w Miami Beach

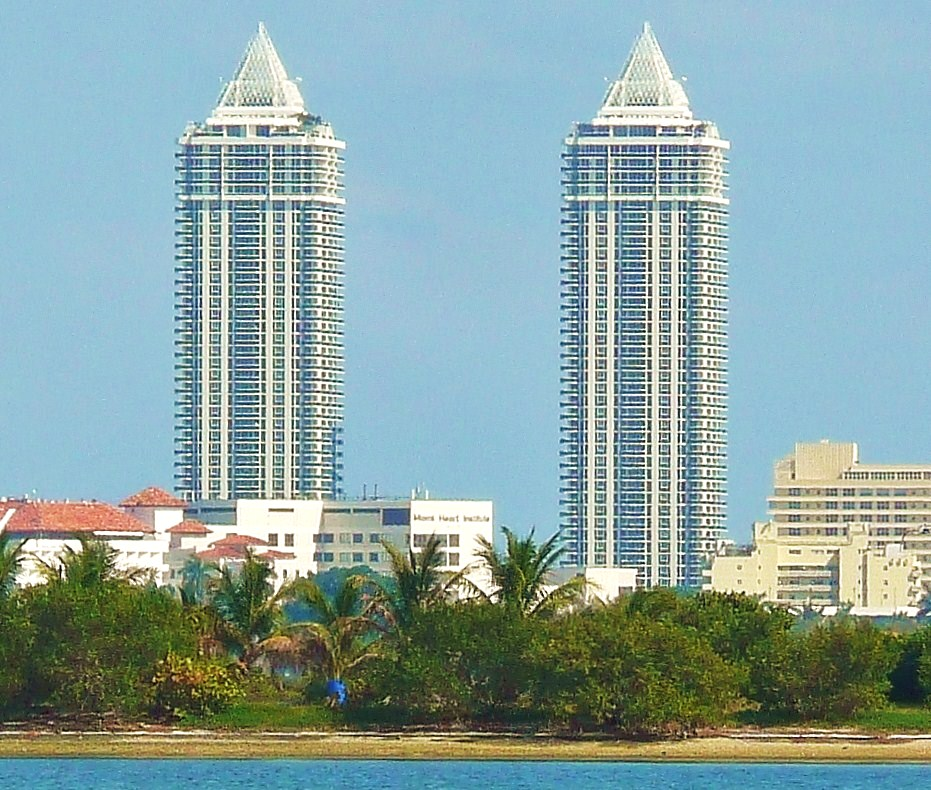
Wieżowce Green Diamond i Blue Diamond

Miami Beach jest miastem w USA w stanie Floryda. W Miami Beach, wszystkie wysokie budynki przekraczające 100 metrów są hotelami, albo budynkami mieszkalnymi. Obecnie znajduje się tutaj 17 tak wysokich budynków. W trakcie budowy jest obecnie jeden budynek przekraczający 100 metrów. 

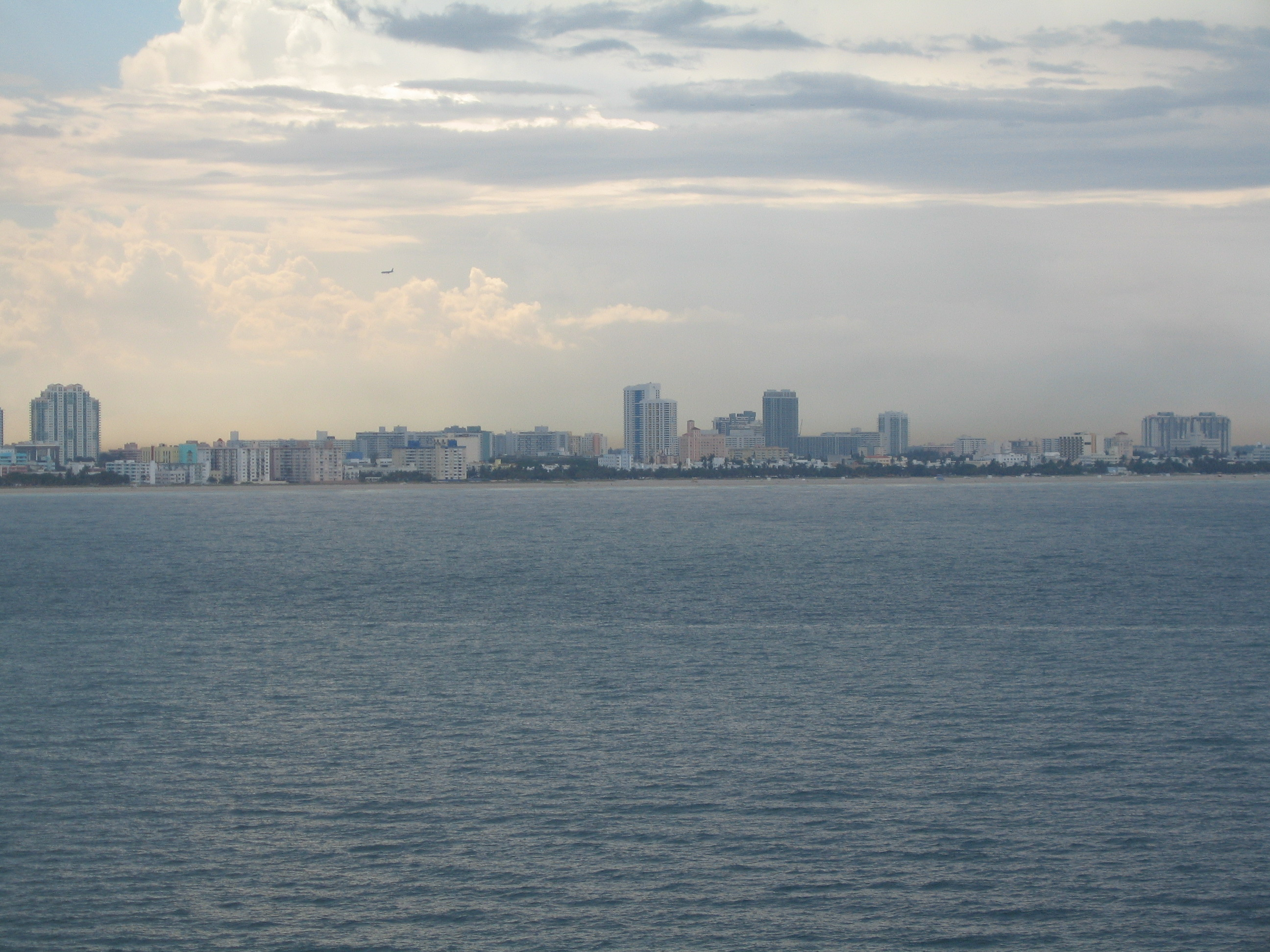
Miami Beach od strony morza

## 10 najwyższych budynków
| Ranking | Budynek                             | Wysokość strukturalna | Liczba pięter | Rok budowy |
| 1.      | Green Diamond                       | 170 m                 | 44            | 2000       |
| 2.      | Blue Diamond                        | 170 m                 | 44            | 2000       |
| 3.      | Akoya Condominiums                  | 150 m                 | 47            | 2004       |
| 4.      | Portofino Tower                     | 148 m                 | 44            | 1997       |
| 5.      | Continuum at South Beach - Phase I  | 143 m                 | 40            | 2002       |
| 6.      | ICON at South Beach                 | 129 m                 | 42            | 2004       |
| 7.      | Continuum at South Beach - Phase II | 126 m                 | 37            | 2008       |
| 8.      | Murano Grande at Portofino          | 124 m                 | 37            | 2003       |
| 9.      | Murano                              | 123 m                 | 37            | 2001       |
| 10.     | Carillon Residences North Tower     | 121 m                 | 39            | 2008       |